# Cal Clark
Cal Clark (eigentlich Calvin Edward Clark; * 17. September 1929 in Salt Lake City, Utah; † April 2022 in Holladay, Utah) war ein US-amerikanischer Hochspringer.
1951 gewann er bei den Panamerikanischen Spielen in Mexiko-Stadt Silber.
Seine persönliche Bestleistung von 2,061 m stellte er am 21. April 1953 in Logan auf.